# Ommen
Ommen – miasto we wschodniej Holandii, w prowincji Overijssel. Według danych na dzień 1 lutego 2008 liczy 17 456 mieszkańców.